# 香港過海隧道巴士路線

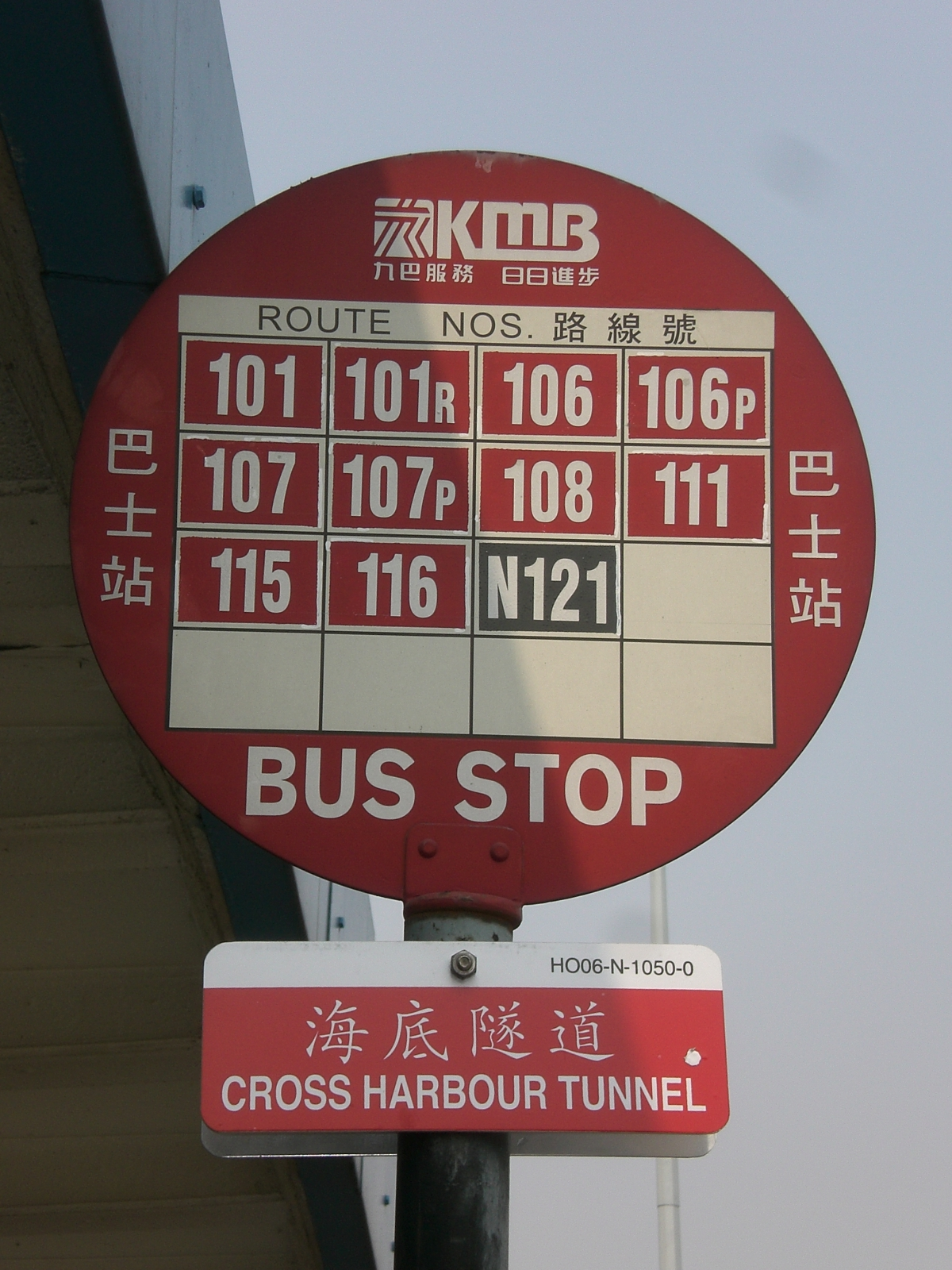
紅磡海底隧道的過海隧道巴士路線其中一個站牌

香港過海隧道巴士路線（簡稱：隧巴）是指在香港行走，來往香港島與九龍、新界或大嶼山，而會途經紅磡海底隧道（紅隧）、東區海底隧道（東隧）或西區海底隧道（西隧）其中一條隧道的巴士路線。

## 歷史
- 香港過海隧道巴士路線的歷史最早可以追溯到紅隧啟用。在紅隧通車前，香港市民要往來香港島和九龍等地，必需在碼頭使用渡輪，不單費時失事，而且渡輪的乘載力不足以應付日益增加的乘客。

- 在紅隧通車後，巴士公司即時開辦了3條新過海巴士路線，收費每程港幣1元。

101 堅尼地城←→觀塘裕民坊
102 荔枝角　←→筲箕灣
103 蒲飛路　←→橫頭磡
- 隨後，又陸續開辦了更多的過海巴士線。

- 由於紅隧不勝負荷，故政府於1986年興建東區海底隧道，並於1989年啟用，巴士公司在東隧通車後一天開辦601線（中秀茂坪←→金鐘）及606線（彩雲←→柴灣），隨後陸續開辦更多東隧過海路線。

- 為解決地鐵在早上繁忙時間因太多乘客乘坐所造成擁擠的情況，因此各巴士公司開辦更多晨早巴士路線，如隧巴路線300線。同時開辦由不同地區往港島的巴士路線，如隧巴路線301,302,303,305線等，而只在上午繁忙時間的隧巴路線均以3字頭為名。後來，307線於2003年提升為全日服務，但仍以3字頭路線號碼服務。

- 配合機場核心計劃而興建的西區海底隧道於1997年4月30日啟用，巴士公司在通車後把原途經紅隧的105線改為途經西隧，並更改編號為905線，並開辦905P線以填補105線改經西隧後而失去原有服務的西環一帶(即後來的904線)，而原途經紅隧的114線亦改為途經西隧，並更改編號為914線，同時原途經紅隧的晨早特別路線334、348亦改行西區海底隧道並更改編號為934、948。另外，117亦曾經改行西隧一段時間，編號改為917，只是後來因為客量以及中環塞車的問題，恢復途經紅隧，編號改回117。隨新市鎮陸續落成，交通需求有所變化，962系、968系、969系、978系等應運而生，隧巴網絡亦日漸擴大。

## 分段收費點
香港過海隧道巴士分段收費的分段地點：
- 港島：上環德輔道中/北角健威花園(固定站位)/灣仔區(只限103線)(紅隧)/中西區(西隧)/灣仔區(東隧)
- 九龍：太子道西以南/馬頭圍馬頭涌道(紅隧)/界限街(西)

## 特點
香港的過海巴士路線有以下數個特點：
顏色：
經東隧及紅隧的巴士路線，其路線牌會用紅色底白色字顯示。
經西隧的巴士路線站牌上會用綠色底白色字表示（包括城巴E11線），惟路線牌仍採用紅色底白色字顯示(只限九巴、中巴及新巴初期及屯門公路轉車站)。
路線編號為三位數字（早期只有隧巴有此安排）：
途經紅隧的常規巴士路線編號為1字頭
途經紅隧的新巴人力車觀光巴士路線編號為H_
途經東隧的常規巴士路線編號為6字頭（城巴629線為非過海線，不過此路線是由非專利巴士路線629轉成專利路線）
途經西隧的常規巴士路線編號為9字頭
大部分繁忙時間服務的過海巴士路線為3字頭（307線除外，不過此路線開辦時也是繁忙時間路線），部分由其他常規過海綫分拆的路線則於母路線編號後加上英文字母，以資識別。
營運
同路線有可能由超過一間公司營運，一起派出巴士行走，稱為聯營路線，但新路線取消此安排。
收費：
過海巴士路線收費只有數種（只列出最主要的收費，不論途徑哪一條隧道）：
下列為2008年6月8日生效的收費：
$4.9：往港島南路線過香港仔隧道後的分段收費。
$5.7：除往港島南路線外，其餘往港島方向的巴士過海底隧道後的分段收費；除往新界西及沙田／大埔／北區外，其餘往九龍／新界的巴士過海底隧道後的分段收費。（例：307線由大埔廣福邨至大埔中心）
$7.4：除往港島南的通宵路線外，其餘往港島方向的通宵巴士過海底隧道後的分段收費；除往新界西及沙田／大埔／北區外，其餘往九龍／新界的通宵巴士過海底隧道後的分段收費；大部份過海特別路線的分段收費。
$8.4：301的全程收費；西區過海隧道收費廣場往葵涌及荃灣區（不包括青衣）的分段收費
$9.3/9.8：港島北至九龍的巴士路線全程收費；大部份新界至港島巴士路線往港島方向於九龍的分段收費（通向較接近海底隧道的收費為$9.3，反之則$9.8）；過海底隧道後往沙田區的分段收費($9.8)
$10.5：港島北至九龍的特快巴士路線全程收費
$11.1：港島南至九龍的巴士路線全程收費
$13.4：將軍澳過海路線，往來港島北至九龍的通宵巴士路線全程收費；大部份新界至港島通宵巴士路線往港島方向於九龍的分段收費；及大部份過海特別路線的全程收費（例：102R/117R）；西區海底隧道收費廣場往屯門區的分段收費
$14.6：967、967X、969系路線於西區海底隧道收費廣場往天水圍的分段收費
$16.0：沙田，葵青及荃灣的過海路線全程收費；西區過海隧道收費廣場往元朗區的分段收費
$16.5：港島南至九龍的通宵巴士路線全程收費
$18.8：屯門的過海路線全程收費
$19.0：馬鞍山的過海路線全程收費
$21.2：大埔的過海路線，將軍澳的通宵過海路線全程收費
$21.4：元朗的過海路線全程收費
$22.3：北區的過海路線全程收費
$24.0：沙田通宵過海路線全程收費
$25.6：馬鞍山的通宵過海路線全程收費
$28.3：屯門的通宵過海路線全程收費（例：N962）
$32.2：元朗的通宵過海路線全程收費
下列為2013年3月17日生效的收費（下列收費假設所有路線按照九巴加價幅度計算）：
$5.2：往港島南路線過香港仔隧道後的分段收費。
$6.1：除往港島南路線外，其餘往港島方向的巴士過海底隧道後的分段收費。
$6.3：除往新界西及沙田／大埔／北區外，其餘往九龍／新界的巴士過海底隧道後的分段收費。（例：307線由大埔廣福邨至大埔中心）
$8.1：除往港島南的通宵路線外，其餘往港島方向的通宵巴士過海底隧道後的分段收費；除往新界西及沙田／大埔／北區外，其餘往九龍／新界的通宵巴士過海底隧道後的分段收費；大部份過海特別路線的分段收費。
$9.2：301的全程收費；西區過海隧道收費廣場往葵涌及荃灣區（不包括青衣）的分段收費
$9.6：西區過海隧道收費廣場往青衣區（不包括）的分段收費
$10.3/10.8：港島北至九龍的巴士路線全程收費；大部份新界至港島巴士路線往港島方向於九龍的分段收費（通向較接近海底隧道的收費為$10.3，反之則$10.8）；過海底隧道後往沙田區的分段收費($10.8)
$11.6：港島北至九龍的特快巴士路線全程收費
$12.2：港島南至九龍的巴士路線全程收費
$14.6：將軍澳過海路線，往來港島北至九龍的通宵巴士路線全程收費；大部份新界至港島通宵巴士路線往港島方向於九龍的分段收費；及大部份過海特別路線的全程收費（例：102R/117R）；西區過海隧道收費廣場往屯門區的分段收費
$15.8：967、967X、969系路線於西區海底隧道收費廣場往天水圍的分段收費
$17.3：沙田，葵青及荃灣的過海路線全程收費；西區過海隧道收費廣場往元朗區及北區的分段收費
$17.8：港島南至九龍的通宵巴士路線全程收費
$20.1：屯門的過海路線全程收費
$20.3：馬鞍山的過海路線全程收費
$22.5：大埔的過海路線，將軍澳的通宵過海路線全程收費
$22.7：元朗的過海路線全程收費
$23.6：北區的過海路線全程收費
$25.3：沙田通宵過海路線全程收費
$26.9：馬鞍山的通宵過海路線全程收費
$29.6：屯門的通宵過海路線全程收費（例：N962）
$33.5：元朗的通宵過海路線全程收費
下列為2019年1月20日生效的收費（下列收費假設所有路線按照城巴新巴加價幅度計算）：
$5.2：往港島南路線過香港仔隧道後的分段收費。
$6.1：除往港島南路線外，其餘往港島方向的巴士過海底隧道後的分段收費。
$6.3：除往新界西及沙田／大埔／北區外，其餘往九龍／新界的巴士過海底隧道後的分段收費。（例：307線由大埔廣福邨至大埔中心）
$8.1：除往港島南的通宵路線外，其餘往港島方向的通宵巴士過海底隧道後的分段收費；除往新界西及沙田／大埔／北區外，其餘往九龍／新界的通宵巴士過海底隧道後的分段收費；大部份過海特別路線的分段收費。
$9.2：301的全程收費；西區過海隧道收費廣場往葵涌及荃灣區（不包括青衣）的分段收費
$9.6：西區過海隧道收費廣場往青衣區（不包括）的分段收費
$10.3/10.8：港島北至九龍的巴士路線全程收費；大部份新界至港島巴士路線往港島方向於九龍的分段收費（通向較接近海底隧道的收費為$10.3，反之則$10.8）；過海底隧道後往沙田區的分段收費($10.8)
$11.6：港島北至九龍的特快巴士路線全程收費
$12.2：港島南至九龍的巴士路線全程收費
$14.6：將軍澳過海路線，往來港島北至九龍的通宵巴士路線全程收費；大部份新界至港島通宵巴士路線往港島方向於九龍的分段收費；及大部份過海特別路線的全程收費（例：102R/117R）；西區過海隧道收費廣場往屯門區的分段收費
$15.8：967、967X、969系路線於西區海底隧道收費廣場往天水圍的分段收費
$17.3：沙田，葵青及荃灣的過海路線全程收費；西區過海隧道收費廣場往元朗區及北區的分段收費
$17.8：港島南至九龍的通宵巴士路線全程收費
$20.1：屯門的過海路線全程收費
$20.3：馬鞍山的過海路線全程收費
$22.5：大埔的過海路線，將軍澳的通宵過海路線全程收費
$22.7：元朗的過海路線全程收費
$23.6：北區的過海路線全程收費
$25.3：沙田通宵過海路線全程收費
$26.9：馬鞍山的通宵過海路線全程收費
$29.6：屯門的通宵過海路線全程收費（例：N962）
$33.5：元朗的通宵過海路線全程收費
下列為2021年4月4日生效的收費：
$5.2：往港島南路線過香港仔隧道後的分段收費。
$6.6：除往港島南路線外，其餘往港島方向的巴士過海底隧道後的分段收費；往九龍的巴士過海底隧道後的分段收費；往大埔區、沙田區的巴士在當區的分段收費（例：307線由大埔廣福邨至大埔中心）。
$8.6：除往港島南的通宵路線外，其餘往港島方向的通宵巴士過海底隧道後的分段收費；往九龍的通宵巴士過海底隧道後的分段收費；大部份過海特別路線的分段收費。
$9.5：301的全程收費；西區過海隧道收費廣場往葵涌及荃灣區（不包括青衣）的分段收費
$11.1：西區過海隧道收費廣場往青衣區的分段收費
$10.6/11.3：港島北至九龍的巴士路線全程收費；大部份新界至港島巴士路線往港島方向於九龍的分段收費（通常較接近海底隧道的收費為$10.6，反之則$11.3）；過海底隧道後往沙田區的分段收費
$12.0/12.7：港島北至九龍的特快巴士路線全程收費
$12.9：港島南至九龍的巴士路線全程收費
$15.5：將軍澳過海路線，往來港島北至九龍的通宵巴士路線全程收費；大部份新界至港島通宵巴士路線往港島方向於九龍的分段收費；及大部份過海特別路線的全程收費（例：102R/117R）；962系往屯門區的分段收費
$16.8：967、967X、969系路線於西區海底隧道收費廣場往天水圍的分段收費
$18.4：沙田，葵青及荃灣的過海路線全程收費；西區過海隧道收費廣場往元朗區及北區的分段收費
$19.2：港島南至九龍的通宵巴士路線全程收費
$21.9：屯門的九巴過海路線全程收費；馬鞍山的過海路線全程收費
$24.6：大埔的過海路線，將軍澳的通宵過海路線全程收費
$24.7：元朗的過海路線全程收費
$25.6：北區的過海路線全程收費
$28.0：沙田、荃灣葵青的通宵過海路線全程收費
$29.6：馬鞍山的通宵過海路線全程收費
$33.0：屯門的通宵過海路線全程收費
$37.5：元朗的通宵過海路線全程收費
$38.8：大埔的通宵過海路線全程收費
$42.0：北區的通宵過海路線全程收費
下列為2022年1月2日生效的收費：
$5.1（城巴）：新開辦往港島東獨營路線過海後的分段收費
$5.5/$5.6（九巴）：往港島南路線過香港仔隧道後/其他隧巴過海後減價的分段收費
$5.3/$5.6（九巴）：往屯門/北區的巴士在當區的分段收費。
$6.2：往荃葵青、大埔區、北區的巴士在當區的分段收費（307P/678）, 部分往九龍/將軍澳路線 過海後減價的分段收費。
$6.9：除往港島南路線外，其餘往港島方向的巴士過海底隧道後的分段收費；往九龍的巴士過海底隧道後的分段收費；往大埔區、沙田區的巴士在當區的分段收費（例：307線由大埔廣福邨至大埔中心）。
$7.7：948E, 952C, 962C, 969C 往太古（康怡廣場）過海後的分段收費
$8.9：除往港島南的通宵路線外，其餘往港島方向的通宵巴士過海底隧道後的分段收費；往九龍的通宵巴士過海底隧道後的分段收費；大部份過海特別路線的分段收費。
$9.9/$9.7：西區過海隧道收費廣場往葵涌及荃灣區（不包括青衣）的分段收費/671的 （過東區海底隧道後往鴨脷洲）分段收費；
$9.8：301的全程收費
$10.4（九巴）/$10.9（新巴）/$11.0（城巴）：港島北至九龍的巴士路線全程收費；大部份新界至港島巴士路線往港島方向於九龍的分段收費（通常較接近海底隧道的收費為$10.9/$11.0，反之則$11.6）；過海底隧道後往沙田區的分段收費
$11.4/$11.6：西區過海隧道收費廣場往青衣區的分段收費，東區過海隧道收費廣場往沙田區/馬鞍山 的分段收費
$13.0（城巴/新巴）/$12.7（九巴）：港島北至九龍的特快巴士路線全程收費
$13.0（新巴）/$13.3（城巴）：港島南至九龍的巴士路線全程收費
$14.4：608P 的全程收費
$15.5/$16.3：過海特別路線的全程收費（例：102R/117R）
$15.9/$16.0/$16.1：將軍澳過海路線，往來港島北至九龍的通宵巴士路線全程收費；大部份新界至港島通宵巴士路線往港島方向於九龍的分段收費；962系往屯門區的分段收費；982X/985 西區過海隧道收費廣場往沙田區分段收費
$17.4：967、967X、969系路線於西區海底隧道收費廣場往天水圍的分段收費
$18.7（948）/$18.8/$18.9（968/978）：沙田，葵青及荃灣的過海路線全程收費；西區過海隧道收費廣場往元朗區及北區的分段收費
$19.0：988/城巴A11線/城巴A12線西區過海隧道收費廣場往東區分段收費;城巴A10線/城巴A17線西區過海隧道收費廣場往南區分段收費
$19.5：港島南至九龍的通宵巴士路線全程收費
$21.9/$22.0：屯門的九巴過海路線全程收費/馬鞍山的過海路線全程收費
$24.7：大埔,元朗 的過海路線全程收費，將軍澳的通宵過海路線全程收費
$25.0（976）/$25.1（679）/$25.2（678/979）/$25.6（373/673/978）：北區的過海路線全程收費
$28.1：沙田、荃灣葵青的通宵過海路線全程收費
$29.8：馬鞍山的通宵過海路線全程收費
$33.1：屯門的通宵過海路線全程收費
$36.0(N368)/$37.7(N969)：元朗的通宵過海路線全程收費
$39.0：大埔的通宵過海路線全程收費
$42.0：北區的通宵過海路線全程收費
下列為2023年6月18日生效的收費：
$5.3/$5.2/$4.6：新開辦來往屯門54區獨營路線過海後的分段收費，以及過海後減價的分段收費
$5.7（城巴）/$5.0（九巴）：新開辦往港島東獨營路線過海後的分段收費
$5.7/$5.8（九巴）：往港島南路線過香港仔隧道後/其他隧巴過海後減價的分段收費
$5.7/$5.5（九巴）：往屯門/北區的巴士在當區的分段收費。
$6.4/$6.3：往荃葵青、大埔區、北區的巴士在當區的分段收費（307P/678）， 部分往九龍/將軍澳路線 過海後減價的分段收費部分九巴往港島路線 過海後的分段收費，989的（過沙田嶺隧道後往火炭）分段收費。
$7.2：除往港島南路線外，其餘往港島方向的巴士過海底隧道後的分段收費；往九龍的巴士過海底隧道後的分段收費；往大埔區、沙田區的巴士在當區的分段收費（例：307線由大埔廣福邨至大埔中心）。
$7.5：982X/985的 （過沙田嶺隧道後往沙田）分段收費
$7.7：所有日間過海底隧道後往香港仔分段收費/170，182的 （過獅子山隧道後往沙田）分段收費
$8.0：948E, 952C, 962C, 969C 往太古（康怡廣場）過海後的分段收費
$9.2：除往港島南的通宵路線外，其餘往港島方向的通宵巴士過海底隧道後的分段收費；往九龍的通宵巴士過海底隧道後的分段收費；大部份過海特別路線的分段收費。
$9.9：部分加經上環的新開辦往港島東獨營路線過海後的首次分段收費
$10.6/$10.3/$10.1（170/671）：西區過海隧道收費廣場往葵涌及荃灣區（不包括青衣）的分段收費/170的 （過海底隧道後往香港仔）分段收費/671的 （過東區海底隧道後往鴨脷洲）分段收費；
$10.8（九巴）/$11.4（新巴）/$11.5（城巴）：港島北至九龍的巴士路線全程收費；大部份新界至港島巴士路線往港島方向於九龍的分段收費（通常較接近海底隧道的收費為$11.4/$11.5，反之則$12.1）；過海底隧道後往沙田區的分段收費
$11.8/$12.2/$12.1：西區過海隧道收費廣場往青衣區的分段收費，西區過海隧道收費廣場往東區的分段收費，東區過海隧道收費廣場往沙田區/馬鞍山 的分段收費、989 西區過海隧道收費廣場往沙田區分段收費
$12.9：路線302等舊有港九早晨特快過海路線的全程收費
$13.5（城巴/新巴）/$13.2（九巴）：港島北至九龍的特快巴士路線全程收費
$13.5（新巴）/$13.8（城巴）：港島南至九龍的巴士路線全程收費
$15.2/$14.8（九巴）：部份新界至港島通宵巴士路線往港島方向於九龍的分段收費
$15.0：608P 的全程收費
$17.1：過海特別路線的全程收費（例：102R/117R）
$16.7/$16.6：將軍澳過海路線，往來港島北至九龍的通宵巴士路線全程收費；大部份新界至港島通宵巴士路線往港島方向於九龍的分段收費；962系往屯門區的分段收費；982X/985 西區過海隧道收費廣場往沙田區分段收費
$18.2：967、967X、969系路線於西區海底隧道收費廣場往天水圍的分段收費
$18.2：980X、981P、986於西區海底隧道收費廣場往馬鞍山的分段收費
$19.5（948）/$19.6（九巴/城巴）：沙田，葵青及荃灣的過海路線全程收費；西區過海隧道收費廣場往元朗區及北區的分段收費
$19.8/$19.9：988/城巴A11線/城巴A12線西區過海隧道收費廣場往東區分段收費;城巴A10線/城巴A17線西區過海隧道收費廣場往南區分段收費
$20.3：港島南至九龍的通宵巴士路線全程收費
$22.8/$22.9：屯門的九巴過海路線全程收費/馬鞍山的過海路線全程收費
$25.7：大埔,元朗 的過海路線全程收費，將軍澳的通宵過海路線全程收費
$26.0（976）/$26.1（679）/$26.2（678/979）/$26.6（373/673/978）：北區的過海路線全程收費
$29.2：沙田、荃灣葵青的通宵過海路線全程收費
$31.0：馬鞍山的通宵過海路線全程收費
$34.4：屯門的通宵過海路線全程收費
$37.4（N368）/$39.2（N969）：元朗的通宵過海路線全程收費
$40.5：大埔的通宵過海路線全程收費
$43.6：北區的通宵過海路線全程收費

#### 現時收費
下列為2025年1月5日生效的收費：
$11.4（九巴613）/$12.2（城巴）/$12.4（九巴108）：港島北至九龍的巴士路線全程收費；大部份新界至港島巴士路線往港島方向於九龍的分段收費（通常較接近海底隧道的收費為$12.2，反之則$12.9）；過海底隧道後往沙田區的分段收費
$13.5（城巴）/$13.9（九巴）：港島北至九龍的特快巴士路線全程收費
$14.5（新巴）/$14.7（城巴）：港島南至九龍的巴士路線全程收費
$14.7：路線302等舊有港九早晨特快過海路線的全程收費
$16.1：608P 的全程收費
$16.4（九巴）/$17.7（新巴）/$17.8（城巴）：X970 的全程收費；部份新界至港島通宵巴士路線往港島方向於九龍的分段收費
$17.8：將軍澳過海路線，往來港島北至九龍的通宵巴士路線全程收費；大部份新界至港島通宵巴士路線往港島方向於九龍的分段收費；962系往屯門區的分段收費；982X/985 西區過海隧道收費廣場往沙田區分段收費
$19.2：過海特別路線的全程收費（例：102R/117R）
$20.6（九巴獨營）/$20.8（九巴/城巴聯營／城巴）：沙田，葵青及荃灣的過海路線全程收費；西區過海隧道收費廣場往元朗區及北區的分段收費
$21.7：港島南至九龍的通宵巴士路線全程收費
$22.0：九巴900巴士路線的全程收費
$24.0（九巴）/$24.2（城巴）：屯門的過海路線全程收費
$24.4：馬鞍山的過海路線全程收費
$27.3/$27.0（九巴獨營）：大埔、元朗 的過海路線全程收費，將軍澳的通宵過海路線全程收費
$27.6（976）/$27.7（679）/$27.8（678/979）/$27.9（373/673/978）：北區的過海路線全程收費
$31.2：沙田、荃灣葵青的通宵過海路線全程收費
$33.1：馬鞍山的通宵過海路線全程收費
$36.7：屯門的通宵過海路線全程收費
$37.4（N368）/$41.5（N969）：元朗的通宵過海路線全程收費
$42.9：大埔的通宵過海路線全程收費
$45.5：北區的通宵過海路線全程收費